# Takab (Verwaltungsbezirk)
Takab (persisch شهرستان تکاب) ist ein Schahrestan in der Provinz West-Aserbaidschan im Iran. Er ist nach dem Sitz dieses Verwaltungsbezirks, der Stadt Takab, benannt. 

## Distrikte
Der Kreis Takab ist in zwei Distrikte eingeteilt:
- Zentral
- Tacht-e Suleiman

## Demografie
Bei der Volkszählung 2016 betrug die Einwohnerzahl des Schahrestan 80.556. Die Alphabetisierung lag bei 75 Prozent der Bevölkerung. Knapp 62 Prozent der Bevölkerung lebten in urbanen Regionen.
| Zensusjahr | Einwohnerzahl |
| ---------- | ------------- |
| 2011       | 78.122        |
| 2016       | 80.556        |